# 因約縣

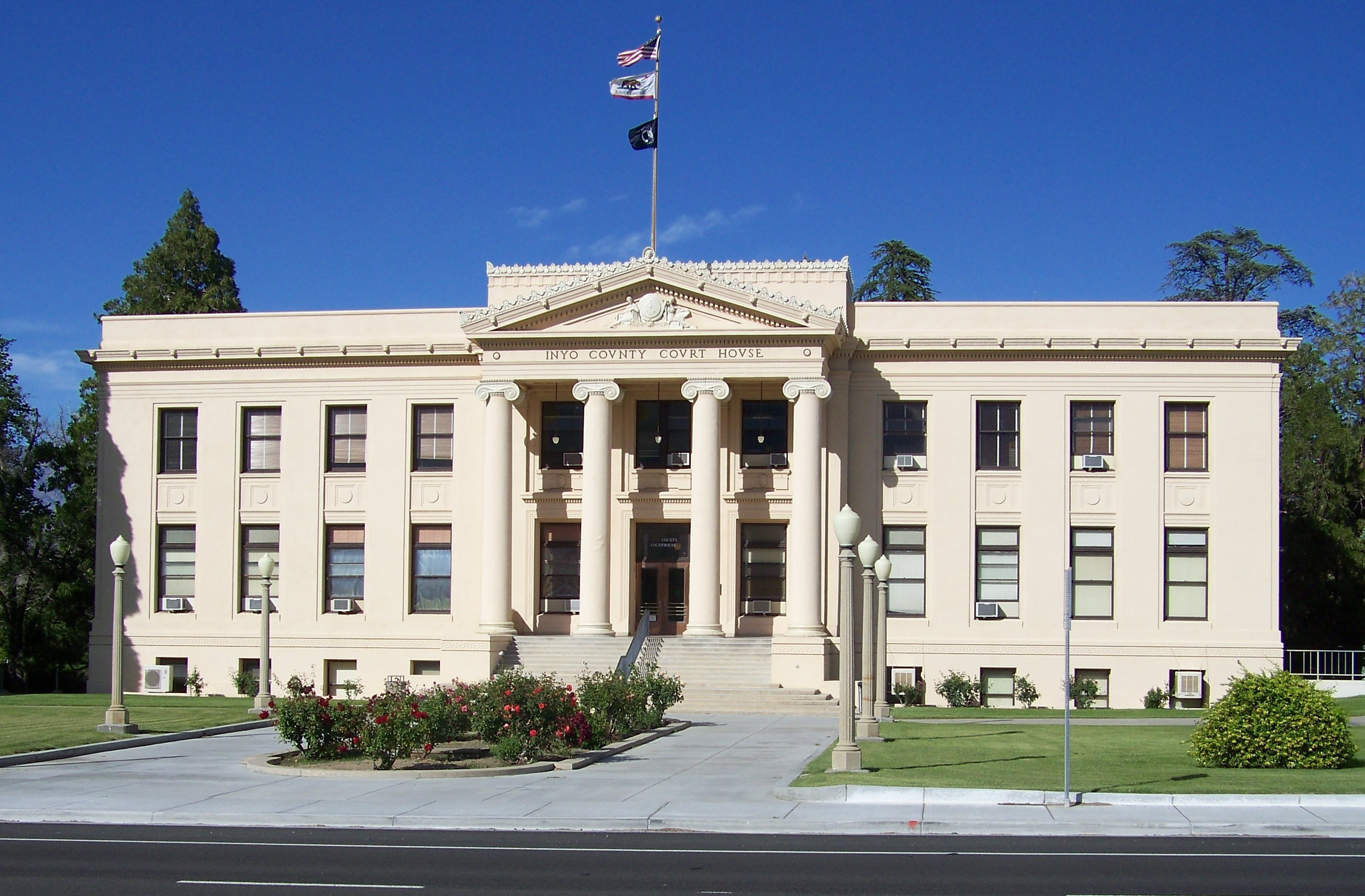
位於独立城的因约县法院大楼

因约县（英語：Inyo County）是美国加利福尼亚州中東加州的一个县份，位於內華達山脈以東和優勝美地國家公園以東南。县治独立城。根据2020年人口普查，共有人口18,546人。而根据2000年的人口普查，當時人口僅有17,945人，人口比例白人約占80.06%、非裔占10.04%。
因約縣最具特色的是落差極大的地形。該縣同時擁有美國本土的最高點和最低點。美國本土的最高點惠特尼峰位於因约县與图莱里县的邊界上，海拔14,505英尺（4,421）。而位於東部因约县死亡谷國家公園內的於惡水盆地則是美國最低點，也是整個北美洲的最低點，位於海平面282英尺（86）下。

## 歷史
因约县原本是原住民數千年來的家園。這些原住民包括莫諾人、敦比撒人和卡瓦伊斯人。他們的語言主要為敦比撒語和莫諾語。这些原住民的后裔主要居住於欧文斯谷和死亡谷国家公园。
因約縣成立於1866年，並且是繼承自成立於1864年4月4日的科索郡。而科索县則是獨立自莫诺县和图莱里县。於1870年，因約縣於莫诺县獲得一些土地。兩年後，克恩县和聖貝納迪諾縣將一些土地割予因约县。
因约县得名自因欧文斯谷東部山脈的莫诺語名稱。

## 地理
根據2000年人口普查，因約縣總面積為10,226.98平方英里（26,487.8平方），其中有10,203.10平方英里（26,425.9平方），即99.77%為陸地；23.88平方英里（61.8平方），即0.23%為水域。因约县是加利福尼亞州面積第二大縣份，並且是美國面積第十大縣份。

### 自然之最

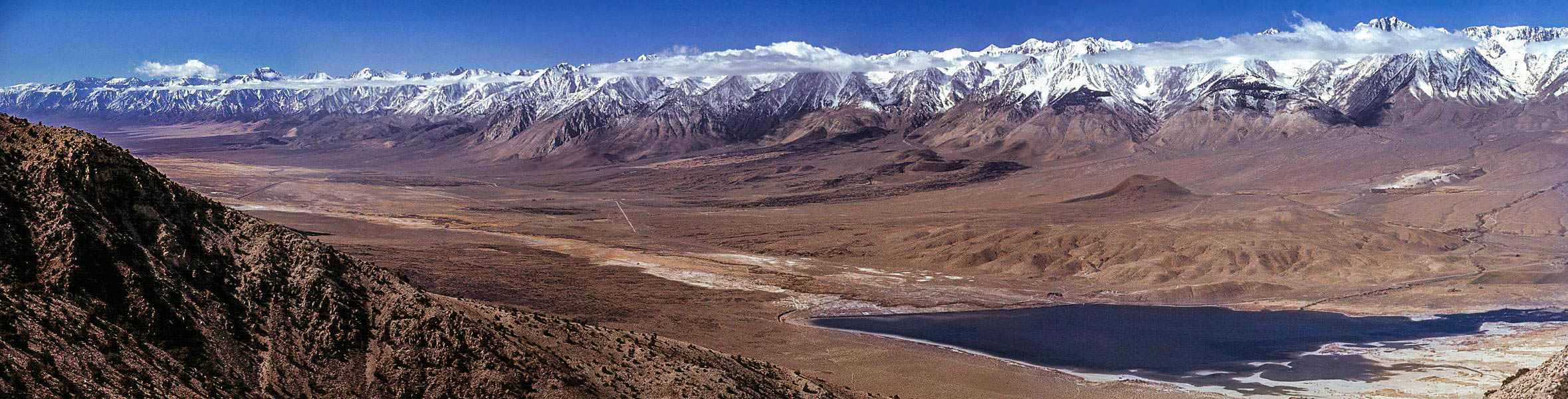
歐文斯谷

位於此縣的自然之最包括：
- 惠特尼峰 - 美國本土最高峰，也是美國第十二高峰、北美洲第二十四高峰，海拔14,505英尺（4,421）。
- 死亡谷惡水盆地 - 北美洲的最低點，低於海平面282英尺（86）。
- 瑪士撒拉樹（英语：Methuselah (tree)） - 屬狐尾松，世界上最老的樹之一。
- 歐文斯谷 - 美國最深的峽谷。
- 兩座海拔高於14,000英尺（4,300）的山脈 - 內華達山脈與懷特山
- 在加利福尼亞州十二座海拔超過14,000英尺（4,300）的山峰中，由十座都位於此縣。
- 美國最大的斷崖，從死亡谷上升到帕納明特山脈（英语：Panamint Range）的望遠鏡峰（英语：Telescope Peak）

### 国家保护区
- 死亡谷国家公园（部分）
- 因约国家森林（部分）
- 曼赞纳国家历史遗址

### 建制市
| 自治体（市/镇）          | 成立年份 | 人口（2018） |
| ------------------------ | -------- | ------------ |
| 毕晓普／主教城（Bishop） | 1903     | 3,746        |

## 人口

### 2010年
| 调查年            | 人口   | 备注 | %±    |
| ----------------- | ------ | ---- | ----- |
| 1870              | 1,956  |      | —     |
| 1880              | 2,928  |      | 49.7% |
| 1890              | 3,544  |      | 21.0% |
| 1900              | 4,377  |      | 23.5% |
| 1910              | 6,974  |      | 59.3% |
| 1920              | 7,031  |      | 0.8%  |
| 1930              | 6,555  |      | −6.8% |
| 1940              | 7,625  |      | 16.3% |
| 1950              | 11,658 |      | 52.9% |
| 1960              | 11,684 |      | 0.2%  |
| 1970              | 15,571 |      | 33.3% |
| 1980              | 17,895 |      | 14.9% |
| 1990              | 18,281 |      | 2.2%  |
| 2000              | 17,945 |      | −1.8% |
| 2010              | 18,546 |      | 3.3%  |
| [ 5 ] [ 6 ] [ 7 ] |        |      |       |

根據2010年人口普查，因约县擁有人口18,546人，其人口是由13,741（74.1%）白人、109（0.6%）黑人、2,121（11.4%）土著、243（1.3%）亞洲人、16（0.1%）太平洋岛民、1,676（9.0%）其他種族以及640（3.5%）混血兒組成。而西班牙裔或拉丁美洲人則有3,597人（19.4%）

### 2000年
根據2000年人口普查，因约县擁有17,945居民、7,703住戶和4,937家庭。。其人口密度為每平方英里2居民（每平方公里1居民）。因约县擁有9,042間房屋单位，其密度為每平方英里1間（每平方公里0.34間）。因约县的人口是由80.1%白人、0.2%黑人、10.0%土著、0.9%亞洲人、0.1%太平洋岛民、4.6%其他種族和4.2%混血兒組成。而西班牙裔或拉丁美洲人佔了人口12.6%。在白人當中，有16.4%為德國人、12.2%為英國人以及10.6%為愛爾蘭人。於17,945居民當中，有89.2%母語為英語以及9.3%為西班牙語。
在7,703住户中，有27.9%擁有一個或以上的兒童（18歲以下）、49.8%為夫妻、9.9%為單親家庭、而有35.9%為非家庭。其中31.4%住户為獨居，13.6%為同居長者。平均每戶有2.31人，而平均每個家庭則有2.88人。在17,945居民中，有24.4%為18歲以下、5.8%為18至24歲、23.4%為25至44歲、27.3%為45至64歲以及19.1%為65歲以上。人口的年齡中位數為43歲，每100個女性就有95.4個男性。而每100個成年女性（18歲以上）則有92.9個成年男性。
因约县的住戶收入中位數為$35,006，而家庭收入中位數則為$44,970。男性的收入中位數為$37,270，而女性的收入中位數則為$25,549。因约县的人均收入為$19,639。約9.3%家庭和12.6%人口在貧窮線以下。